# Horokhiv
Pour les articles homonymes, voir Gorokhov.
Horokhiv (en ukrainien : Горохів) ou Gorokhov (en russe : Горохов ; en polonais: Horochów) est une ville de l'oblast de Volhynie, en Ukraine, et le centre administratif du raïon de Horokhiv. Sa population s'élevait à 8 400 habitants en 2024.

## Géographie
Horokhiv est située à 49 km au sud-ouest de Loutsk, la capitale administrative de l'oblast, et à 409 km à l'ouest de Kiev.

## Histoire
La Chronique d'Ipatiev mentionne pour la première fois la localité en 1240. Elle reçut l'autonomie urbaine — droit de Magdebourg — en 1601. Après la signature du pacte germano-soviétique, Horokhiv fut occupée par l'Armée rouge le 30 septembre 1939, puis annexée à l'Union soviétique. Elle reçut le statut de ville en 1940.
Au cours de la Seconde Guerre mondiale, Horokhiv fut occupée par l'Allemagne nazie du 25 juin 1941 au 3 avril 1944. Plusieurs centaines de juifs de la ville sont enfermés dans un ghetto puis massacrés lors d'exécutions de masse perpétrées par l'Einsatzkommando 4a des Einsatzgruppen.

## Population
Recensements (*) ou estimations de la population :
| 1939  | 1959* | 1970* | 1979* | 1989* | 2001* | 2012  |
| ----- | ----- | ----- | ----- | ----- | ----- | ----- |
| 6 900 | 4 419 | 6 535 | 8 258 | 9 329 | 9 015 | 9 119 |

| 2013  | 2014  | 2015  | 2016  | 2017  | 2018  | 2019  |
| ----- | ----- | ----- | ----- | ----- | ----- | ----- |
| 9 093 | 9 172 | 9 165 | 9 132 | 9 146 | 9 134 | 9 092 |

## Personnalités liées
- Waleria Tarnowska, (1782-1849), artiste peintre miniaturiste, y naquit